# Daniel Persson (politiker)
Karl Georg Daniel Persson, född 8 september 1982 i Norrala församling i Gävleborgs län, är en svensk politiker (sverigedemokrat). Han är ordinarie riksdagsledamot sedan 2022, invald för Gävleborgs läns valkrets.
I riksdagen är han suppleant i kulturutskottet, socialförsäkringsutskottet och socialutskottet.